# Japanse hulstvlieg
De Japanse hulstvlieg (Phytomyza jucunda) is een vliegensoort uit de familie van de mineervliegen (Agromyzidae). De wetenschappelijke naam van de soort is voor het eerst geldig gepubliceerd door Frost & Sasakawa in 1954.
Deze mineervlieg maakt mijnen op hulst. Voorheen was de hulstvlieg (Phytomyza ilicis) in ons land de enige bekende bladmineerder op hulst (Ilex aquifolium) maar in 2016 werd deze exoot voor het eerst in Nederland waargenomen. De soort komt oorspronkelijk uit Japan.